# Carburos Metálicos
Carburos Metálicos, fundada originalmente como Sociedad Española de Carburos Metálicos, es una empresa española perteneciente al sector de la industria química. Sus actividades están centradas en la producción y distribuicón de gases para múltiples sectores: metalurgia, vidrio, aguas, alimentación, medicinal, energía, petroquímica, enología, bebidas, etc.

## Historia
Carburos Metálicos fue constituida en Madrid en 1897, si bien su núcleo principal se encontraba en Cataluña. En el momento de su creación la compañía disponía de fábricas en Barcelona y La Coruña para producir carburo de calcio. Con posterioridad diversificó su actividad económica, abriendo centros de producción en otros puntos de la geografía. Llegaría a ser la primera empresa española del subsector químico de gases industriales. Desde 1995 pertenece al grupo norteamericano Air Products & Chemicals. Su negocio principal proporciona gases atmosféricos y procesados, así como todo el equipo necesario para otros sectores productivos —entre los que se incluyen refinerías y petroquímica, metalurgia, componentes electrónicos o alimentación y bebidas—.

## Estructura e instalaciones

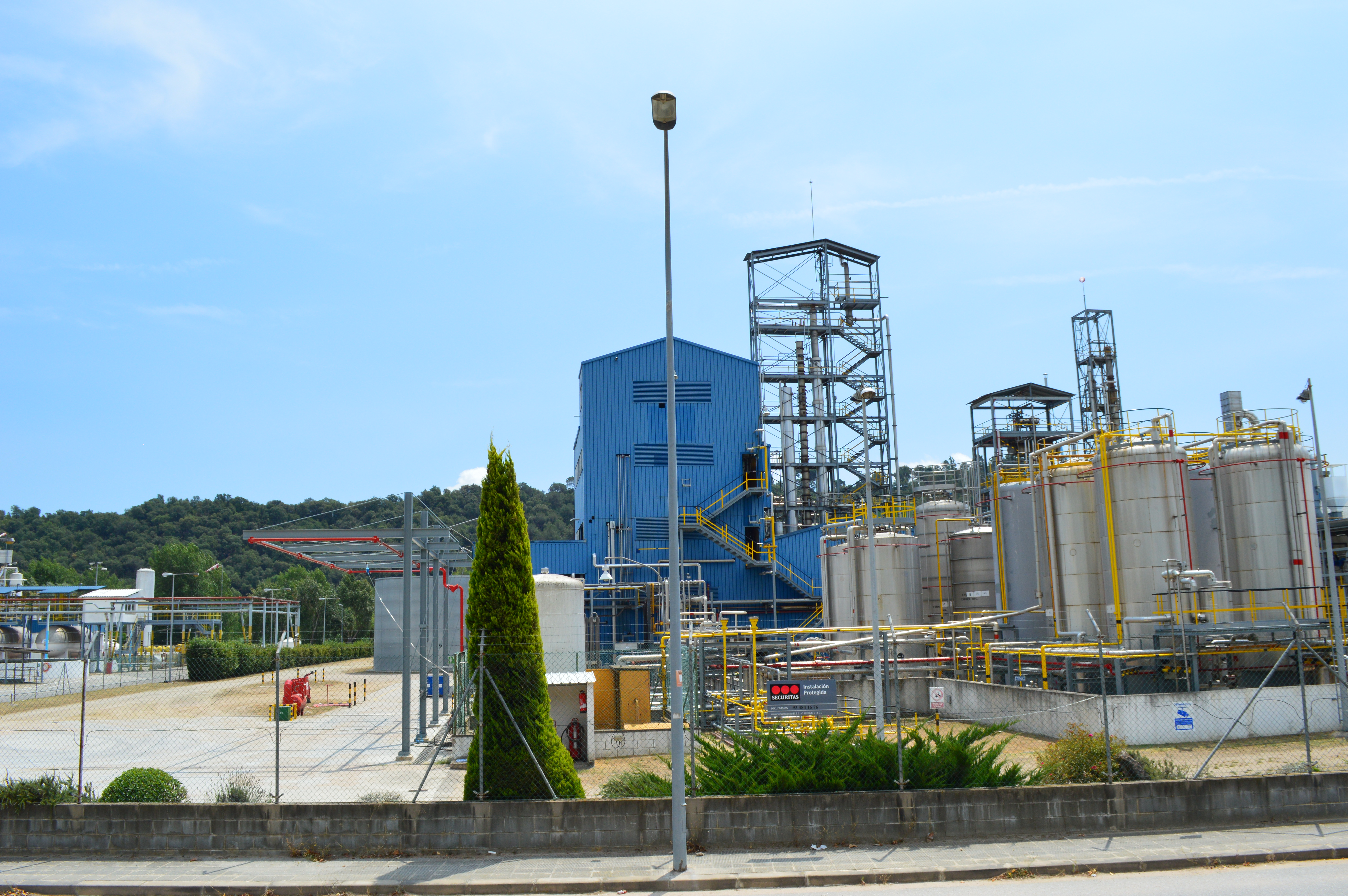
Factoría de Carburos Metálicos en el municipio de San Celoní, Barcelona.

Cuenta con una plantilla de más de 600 empleados en España, una capacidad diaria de producción de más de 1.200 toneladas de gas licuado (mtpd), 12 plantas de producción, 14 plantas de envasado, 2 laboratorios de gases de alta pureza y un centro de I+D ubicado en Bellaterra (Barcelona), a través de una alianza estratégica de Carburos Metálicos con la Universidad Autónoma de Barcelona (UAB) y el Consejo Superior de Investigaciones Científicas (CSIC).[cita requerida]